# Collocalia esculenta

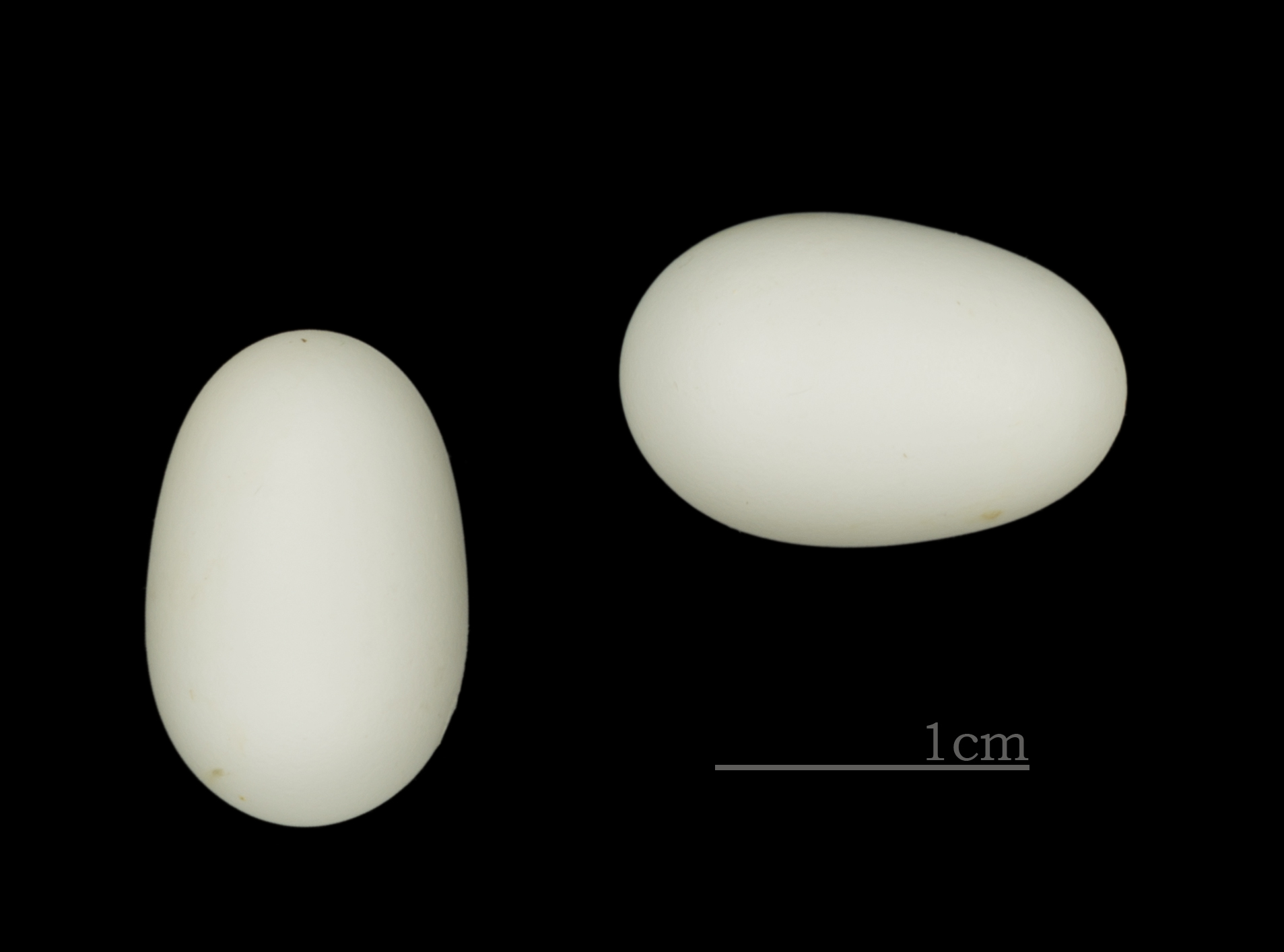
Collocalia esculenta

Andorinhão-lustroso ou salangana-brilhante (Collocalia esculenta) é uma espécie de andorinhão da família Apodidae.
Pode ser encontrada nos seguintes países: Austrália, Brunei, Ilha Christmas, Índia, Indonésia, Malásia, Myanmar, Nova Caledónia, Papua-Nova Guiné, as Filipinas, Singapura, Ilhas Salomão, Tailândia e Vanuatu.